# Оппенхайм, Ферди
Фердинанд (Ферди) О́ппенхайм (нем. Ferdinand  (Ferdi) Oppenheim) — австрийский футбольный тренер.
В ноябре 1922 года возглавил итальянский «Милан», став первым профессионально нанятым тренером в истории клуба. Дебютной игрой «россонери» под руководством австрийца стал матч чемпионата Италии в котором его клуб обыграл «Риваролезе» со счётом 4:0. Затем клуб сыграл ещё 17 игр и занял 4 место в своей подгруппе. В следующем сезоне команда выступила ещё хуже — она стала 9-й в первенстве. Последней игрой «Милана» под руководством Оппенхайма стал матч чемпионата с «Новезе», где его команда выиграла 5:0. Всего Ферди руководил клубом на протяжении 39 матчей.
В 1940 году возглавлял львовский «Спартак»